# 배흘림기둥

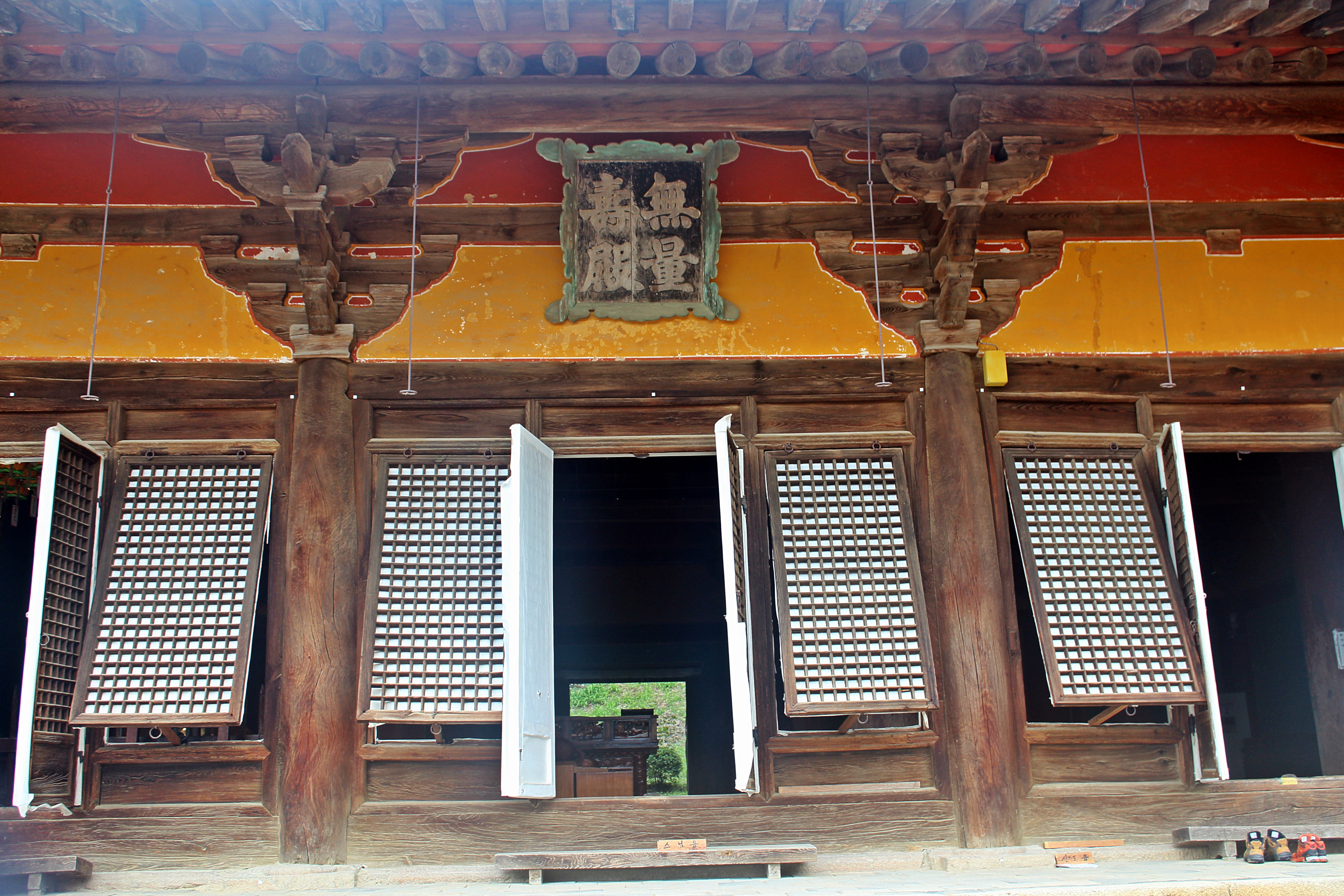
부석사 무량수전 배흘림기둥

배흘림기둥은 기둥의 중심부가 상·하부에 비해 더 굵어 중심부에서 위, 아래로 갈수록 점점 굵기가 얇아지는 형태의 기둥이다. 서양권에서는 엔타시스(entasis)라고 한다. 배흘림기둥은 일반적으로 아래에서 1/3 지점이 가장 두껍다. 배흘림기둥은 사람의 착시현상을 보정하여 주는 효과가 있으며, 기둥이 지붕을 탄력있고 안정적으로 받혀주는 듯하게 보이는 효과를 준다.
한국의 경우 고구려의 고분벽화에서 배흘림기둥의 모습을 발견할 수 있으며, 부석사 무량수전, 수덕사 대웅전 등의 목조 건축물에서 배흘림 양식을 볼 수 있다.